# Samzche-Dschawachetien
Samzche-Dschawachetien (georgisch სამცხე-ჯავახეთი Samzche-Dschawacheti, vollständig სამცხე-ჯავახეთის მხარე Samzche-Dschawachetis mchare; armenisch Սամցխե-Ջավախք Samts’khe-Javakhk’) ist eine 1995 gebildete Region im Süden Georgiens. Sie grenzt im Süden an Armenien und die Türkei. Die Hauptstadt ist Achalziche. Die Region hat 151.100 Einwohner (Stand: 2021). 2014 betrug die Einwohnerzahl 160.504.

## Geographie

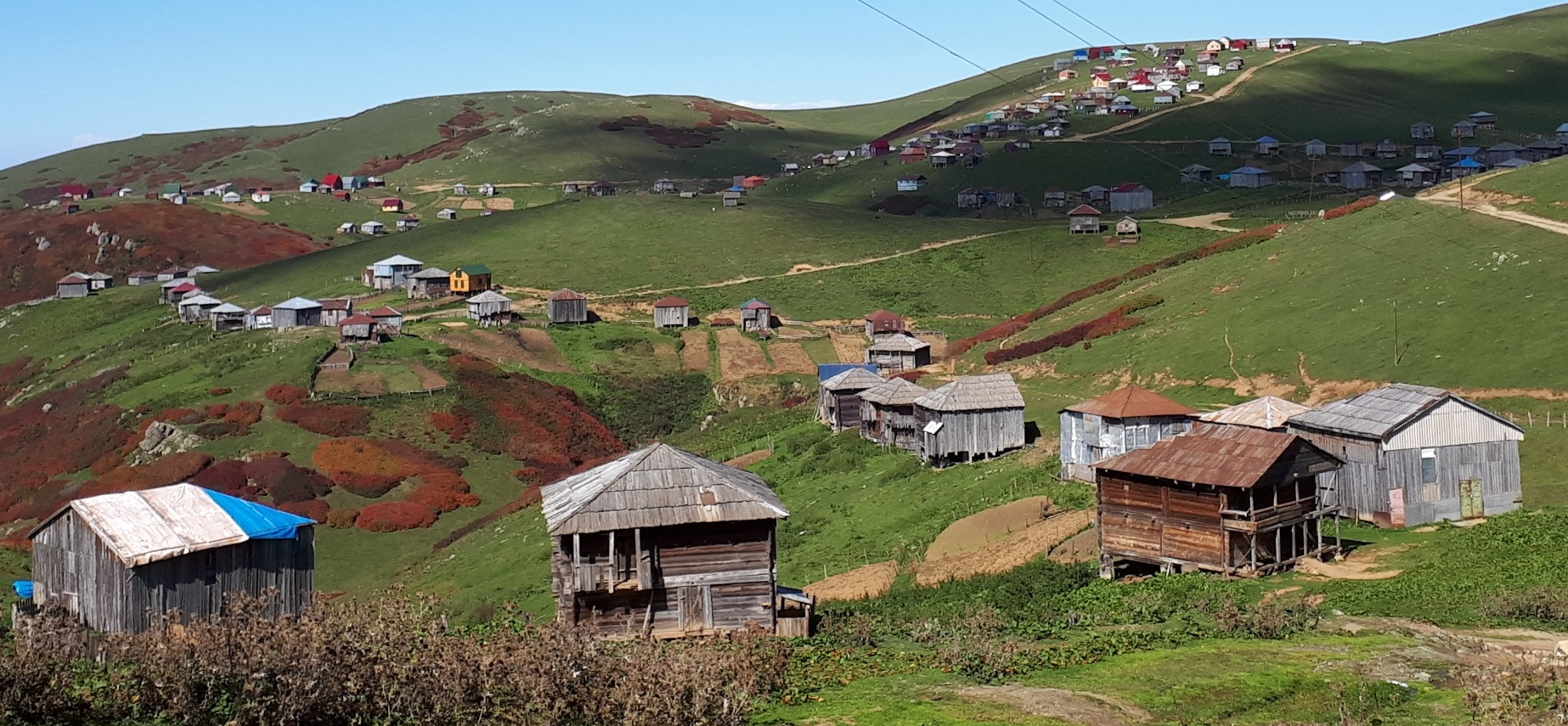
Gomismta, ein beliebtes Erholungsgebiet im Kleinen Kaukasus.

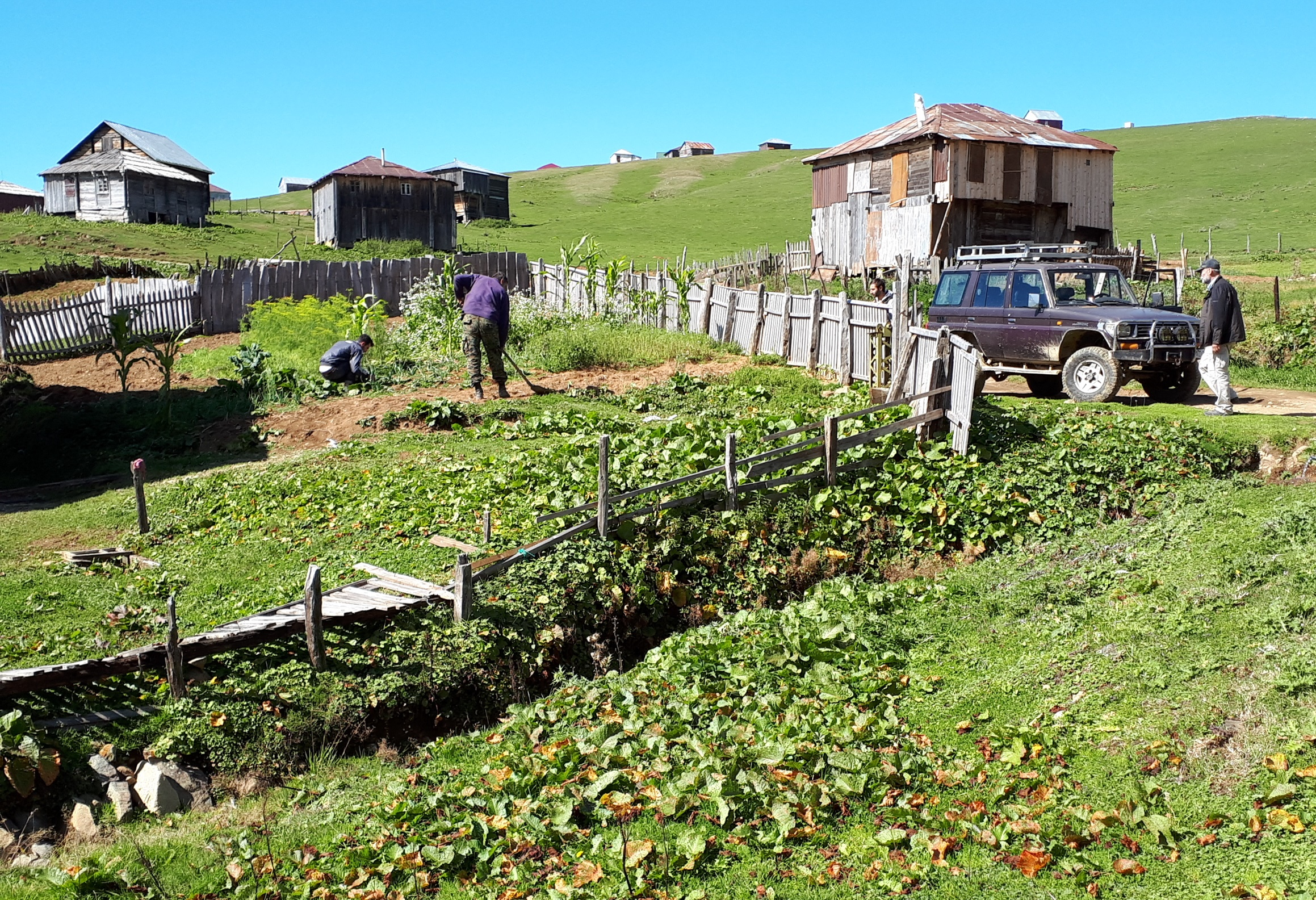
Ferienhäuser und Gartenarbeit in Gomismta

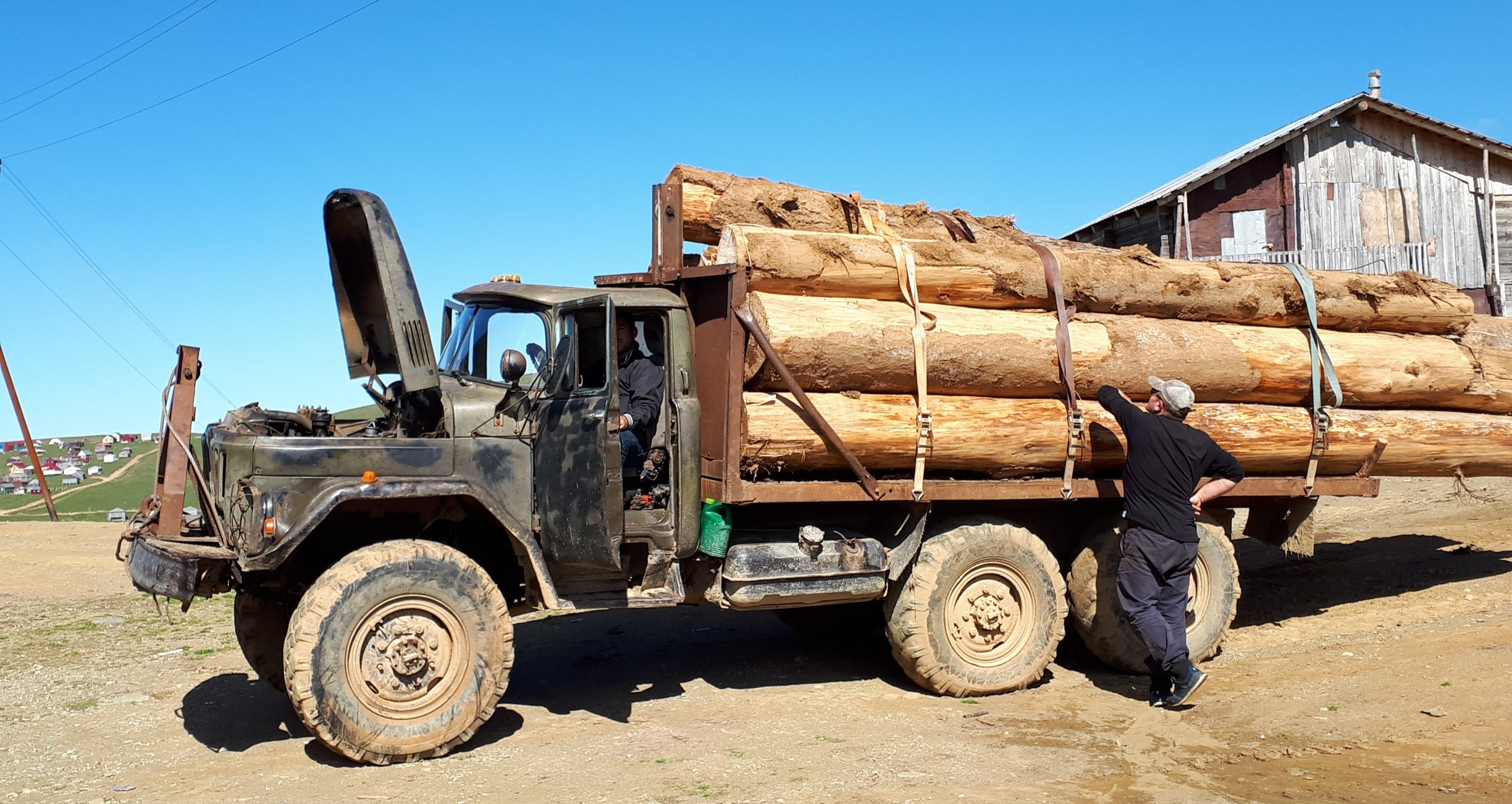
Holztransporte aus Gomismta werden wenig kontrolliert

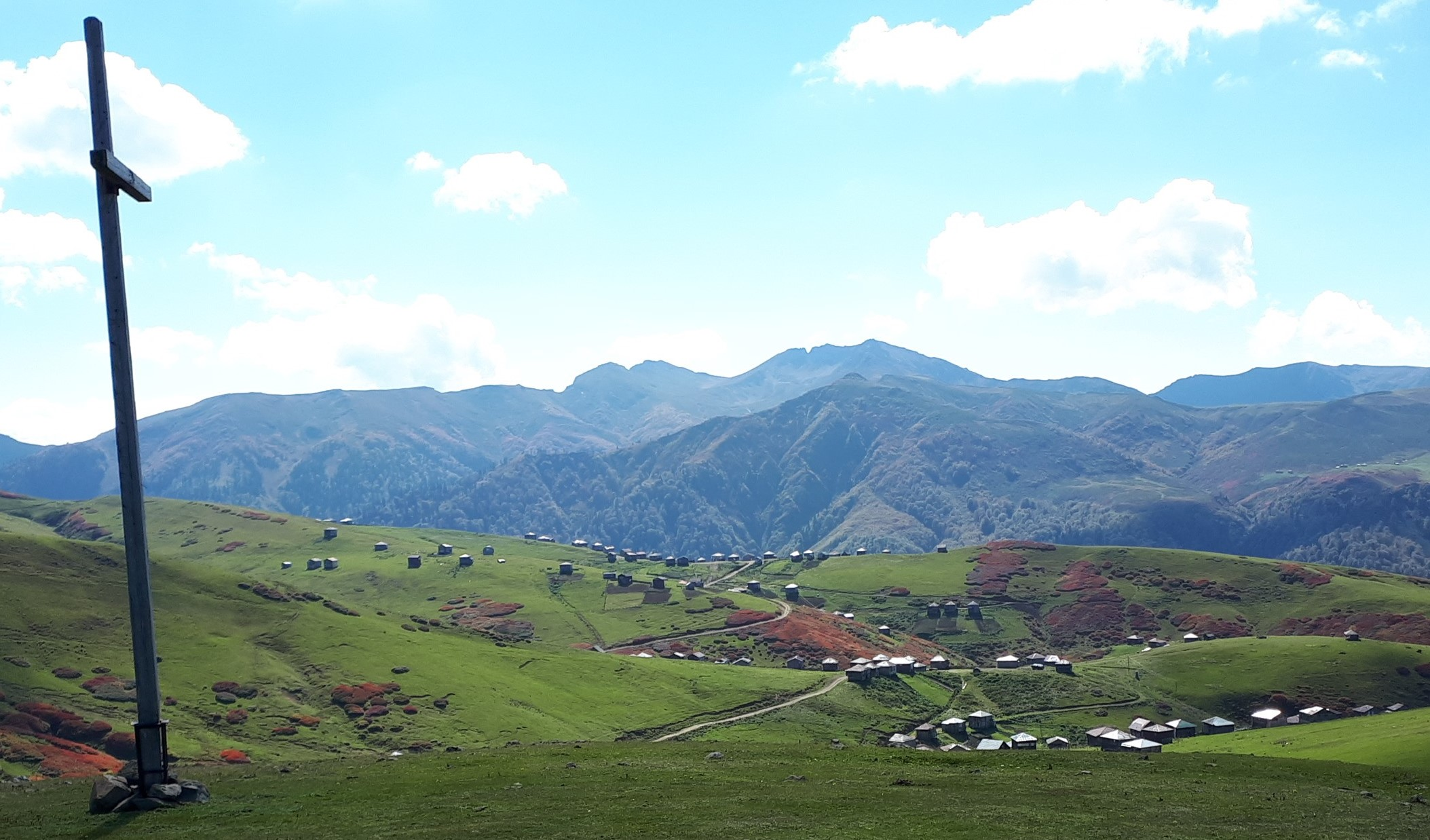
Gomismta im Kleinen Kaukasus

Die Region umfasst die sechs Munizipalitäten (munizipaliteti) Achalkalaki, Achalziche, Adigeni, Aspindsa, Bordschomi und Ninozminda (bis 2006 gleichnamige Rajons). Verwaltungssitze der Munizipalitäten sind die gleichnamigen Städte Achalkalaki, Achalziche (gehört selbst nicht zur Munizipalität, sondern ist als Hauptstadt der Region dieser direkt unterstellt), Bordschomi und Ninozminda sowie die Minderstädte (georgisch daba, დაბა) Adigeni und Aspindsa. Eine weitere Stadt ist Wale, weitere Minderstädte sind Abastumani, Achaldaba, Bakuriani, Bakurianis Andesiti und Zaghweri.  
Der südöstliche Teil der Region um die Städte Achalkalaki und Ninozminda entspricht der historischen Provinz Dschawachetien (englische Transkription Javakheti), der Nordwesten der historischen Region Meschetien (Meßchetien/ Mes'chetien), die georgisch auch Samzche genannt wird. Nach dem Namen dieser Region wird neben dem georgischen Dialekt Mes'chisch auch die türkischsprachige Ethnie der Mescheten benannt, die 1944 unter Stalin nach Mittelasien deportiert wurden. Der Nordosten, etwa die heutige Munizipalität Bordschomi, entspricht der historischen georgischen Region Tori.
Im Süden der Region erstreckt sich entlang der Staatsgrenze der Dschawacheti-Nationalpark, im Norden ein Teil des Nationalparks Bordschomi-Charagauli.

## Bevölkerung
Samzche-Dschawachetien ist die einzige Region Georgiens – mit Ausnahme des de facto selbstständigen Abchasiens seit den 1990er-Jahren, in Folge des Abchasienkonflikts – in der die ethnischen Georgier nicht die Mehrheit stellen: zur Volkszählung 2014 waren 50,5 % der Einwohner Armenier, mit abnehmender Tendenz (2002 waren es noch 54,4 %), Georgier dagegen 48,3 %. In den südöstlichen Munizipalitäten Achalkalaki und Ninozminda stellen Armenier über 90 %, in den Munizipalitäten Achalziche und Aspindsa liegt ihr Anteil mit etwa einem Drittel beziehungsweise einem Sechstel ebenfalls weit über dem Landesdurchschnitt; unter der Landbevölkerung beträgt ihr Anteil insgesamt fast 60 %. Die armenische Sprache ist zwar keine offizielle Sprache der Region, gehört aber zu den wenigen Sprachen, die in Georgien Rechtsschutz genießen und Gegenstand staatlicher Fürsorge sind: In Samzche-Dschawachetien gibt es insgesamt 96 öffentliche Schulen, an denen auf Armenisch unterrichtet wird. Auch Hochschulzugangsprüfungen sind in armenischer Sprache verfügbar und der Öffentlicher Rundfunk Georgiens sendet neben Georgisch auch Armenisch. Daneben gibt es eine geringe Zahl (jeweils unter 0,5 %) von Russen, Griechen, Osseten und anderen.
Ein Großteil der armenischen Bevölkerung kann seinen Ursprung auf zwei Einwanderungswellen zurückführen: eine kleinere Welle nach dem Russisch-Türkischen Krieg 1828/29 und eine größere nach dem Völkermord an den Armeniern und der damit einher gehenden Vertreibung der Armenier aus dem Osmanischen Reich 1915. Zur Zeit des Krieges zwischen den nach dem Ende des Russischen Kaiserreiches ausgerufenen Demokratischen Republiken Armenien und Georgien der dschawachetische Teil der heutigen Region einer der Streitpunkte, neben der Provinz Lori, heute in Armenien, und Bortschali, dem Gebiet um die heutige Stadt Marneuli im georgischen Niederkartlien.
Eine seit den 1990er-Jahren in der Region aktive nationalistische armenische Bewegung ist die Vereinigte Demokratische Allianz Dschawachet. 2008 wurde ein Angriff auf das Polizeigebäude in der süddschawachetischen Stadt Achalkalaki durchgeführt und dabei ein Polizist getötet, in dessen Folge wurden einige zentrale Mitglieder der Bewegung festgenommen wurden. Nach der völkerrechtswidrigen Annexion der Krim durch Russland 2014 gab es in einigen Kreisen in Georgien Befürchtungen, dass ein ähnliches Szenario an Dschawachetien wiederholt werden könnte und dass Russland versuchen würde, Zuspruch im nationalistischen Teil der armenischen Bevölkerung von Dschawachetien zu suchen.